# Ayako Kimura
Ayako Kimura (Fukuoka-shi, Fukuoka, 1973) fue una pianista japonesa de música clásica. Concertista de piano y docente, fue profesora en la Universidad de Toyonaka, Osaka, desde 2001, y desde 2002 de la Universidad Estatal de Bellas Artes y Música de Tokio (Japón).

## Biografía
Ayako Kimura inició sus estudios musicales a la edad de seis años. Estudió en el Osaka College of Music y después con el profesor Arnulf von Arnim en la Hochschule für Musik Detmold, en Detmold, Alemania, desde el año 1992 hasta el 2000. Recibió clases magistrales de Gerhard Oppitz, Regina Smenjanca y Sergio Perticaroli. En 1995 recibió una beca del Richard Wagner-Stiftung.
Ha dado recitales como solista en Japón y en Europa.

## Premios
- Tercer Premio en el Concurso Internacional Yamaha, en 1996.
- Primer Premio en el Concurso Internacional “C Monferrato”, en Italia, en 1996.
- Segundo Premio en el Concurso Internacional “AMA Calabria”, Italia, en 1996.
- Primer Premio en el XVI Concurso de Piano Nueva Acrópolis, ahora Concurso Internacional de Piano Delia Steinberg, Madrid, España, en 1997 (compartido).[3]
- Primer Premio del Concurso Internacional de Piano “Antonin Dvorak”, Praga, en 1997.
- Segundo Premio en el Concurso Internacional “della Citta Pinerolo Cavarelia”, Italia, en 1997.
- Segundo Premio del Concurso Internacional de Piano “D’ Angelo”, EE. UU., en 1998 (no se concedió el Primer Premio).
- Tercer Premio en el Concurso Internacional “Sergei Rachmaninoff”, Italia, en 1998.
- Segundo Premio en el Concurso Internacional “María Canals”, Barcelona, España, en 1999.
- Finalista en el Concurso Internacional de Piano Ferruccio Busoni, Bolzano, Italia, en 1999.
- Primer Premio en el Concurso Internacional de Música “Gian Battista Viotti”, Vercelli, Italia, en 1999.
- Quinto Premio en el Concurso Internacional Marguerite Long Thibaud Crespin Fondation, París, Francia, en 2001.[4]
- Tercer Premio en el Concurso Internacional de Piano de Escocia, Glasgow, en 2001.[5][6][7]
- Tercer Premio en el Concurso Internacional de Piano Ferruccio Busoni, Bolzano, Italia, en 2000 (compartido; no se concedieron Primero y Segundo).[8][9]
- Premio AOYAMA en 2003.